# Jaroslav Langhaus
Jaroslav Langhaus fue un deportista austrohúngaro que compitió en remo. Ganó dos medallas de bronce en el Campeonato Europeo de Remo, en los años 1895 y 1896.

## Palmarés internacional
| Campeonato Europeo | Campeonato Europeo | Campeonato Europeo | Campeonato Europeo |
| Año                | Lugar              | Medalla            | Prueba             |
| ------------------ | ------------------ | ------------------ | ------------------ |
| 1895               | Ostende (Bélgica)  | Medalla de bronce  | Scull individual   |
| 1896               | Ginebra (Suiza)    | Medalla de bronce  | Scull individual   |